# Saulo Guerra
Saulo Henry Guerra Pérez (Santa Cruz de la Sierra, 14 de septiembre de 1992) es un futbolista boliviano. Juega como centrocampista y su actual equipo es  Nacional Potosí de la Primera División de Bolivia.

## Estadísticas

### Clubes
| Club                             | Div.          | Temporada     | Liga  | Liga  | Internacional | Internacional | Total | Total | Total |
| Club                             | Div.          | Temporada     | Part. | Goles | Part.         | Goles         | Part. | Goles |       |
| -------------------------------- | ------------- | ------------- | ----- | ----- | ------------- | ------------- | ----- | ----- | ----- |
| Universitario de Sucre · Bolivia | 1.ª           | Apertura 2016 | 15    | 0     | —             | —             | 15    | 0     |       |
| Universitario de Sucre · Bolivia | 1.ª           | Apertura 2017 | 18    | 0     | 2             | 0             | 20    | 0     |       |
| Total club                       | Total club    | Total club    | 33    | 0     | 2             | 0             | 35    | 0     |       |
| Oriente Petrolero · Bolivia      | 1.ª           | Clausura 2017 | 13    | 0     | —             | —             | 13    | 0     |       |
| Total club                       | Total club    | Total club    | 13    | 0     | —             | —             | 13    | 0     |       |
| Royal Pari F. C. · Bolivia       | 1.ª           | Clausura 2018 | 21    | 7     | —             | —             | 21    | 7     |       |
| Royal Pari F. C. · Bolivia       | 1.ª           | 2019          | 23    | 1     | 5             | 0             | 28    | 1     |       |
| Total club                       | Total club    | Total club    | 44    | 8     | 5             | 0             | 49    | 8     |       |
| Real Santa Cruz · Bolivia        | 1.ª           | Apertura 2020 | 7     | 0     | —             | —             | 7     | 0     |       |
| Real Santa Cruz · Bolivia        | 1.ª           | 2021          | 18    | 0     | —             | —             | 18    | 0     |       |
| Total club                       | Total club    | Total club    | 25    | 0     | —             | —             | 25    | 0     |       |
| Total carrera                    | Total carrera | Total carrera | 115   | 8     | 7             | 0             | 122   | 8     |       |
| 1. 2.                            |               |               |       |       |               |               |       |       |       |

### Resumen estadístico
| Competición           | Partidos | Goles |
| --------------------- | -------- | ----- |
| Primera División      | 115      | 8     |
| Copas internacionales | 7        | 0     |
| Total                 | 122      | 8     |